# Triceratopsinis
Els triceratopsinis (Triceratopsini) constituïen una tribu de dinosaures ceratòpsids casmosaurins que englobava totes les espècies més properes a Triceratops horridus que a Anchiceratops ornatus o Arrhinoceratops brachyops. Aquest clade fou anomenat per Nicholas R. Longrich.